# Eduard Schuster (Ingenieur)

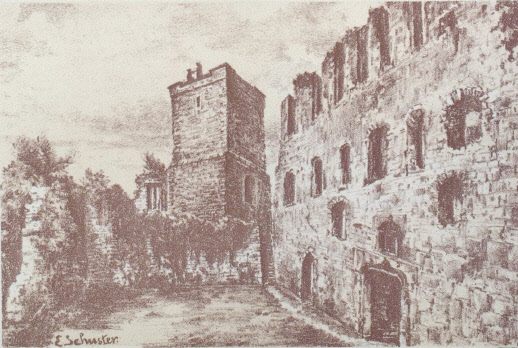
Bergfried und Palas der Burg Rötteln gezeichnet von Eduard Schuster

Eduard Schuster (* 10. Oktober 1841 in Oberkirch; † 24. Juli 1908 in Freiburg im Breisgau) war ein badischer Wasser- und Straßenbauinspektor, Burgenforscher und Schriftsteller.

## Leben
Schuster trat 1862 als Ingenieurpraktikant in den Dienst des Großherzogtums Baden. Er stieg langsam auf der Karriereleiter und ist 1874 als Ingenieur 1. Klasse in Rastatt zu finden. Nach Zwischenstationen in Waldshut (1880) und Wolfach (1882) erhielt er 1886 die Stelle als Bezirksingenieur und Vorstand der Wasser- und Straßenbauinspektion Wertheim. In dieser Position wirkte er 1893 in Sinsheim und ab 1894 in Überlingen. 1896 wurde er auf eigenen Wunsch aus gesundheitlichen Gründen in den einstweiligen Ruhestand versetzt.
In Überlingen trat er dem Bodensee-Geschichtsverein bei, bis er 1897 nach Freiburg zog, wo sein Bruder, der Handelskammersekretär Franz Schuster, im Vorstand der oberbadischen Abteilung der Deutschen Kolonialgesellschaft wirkte. In Freiburg schloss er sich dem Breisgau-Verein Schauinsland an.
Als Pensionär unternahm er ausgedehnte Wanderungen im Schwarzwald und den angrenzenden Gebieten. Aus den dabei gewonnenen Kenntnissen schrieb er eine Anzahl von Reiseführern, die in einer Reihe Badische Wanderbilder (Schwarzwald-Wanderbilder) veröffentlicht wurden. Mit seinem posthum publizierten Werk Die Burgen und Schlösser Badens schuf er die erste umfassende Inventaraufnahme badischer Burgen. Hierbei verfasste er nicht nur die Texte, sondern vermittelte mit etwa 400 selbst gezeichneten Bildern einen lebhaften Eindruck von der badischen Burgenwelt. Das Werk ist nach Gauen gegliedert und diese Abschnitte wurden auch einzeln vertrieben.
Neben Julius Naeher und Heinrich Maurer hat Eduard Schuster die Grundlagen der wissenschaftliche Burgenkunde im Großherzogtum Baden gelegt.

## Die Burgen und Schlösser Badens
| Kapitel – Landschaft | Abbildungen | Objekte | Seiten von/bis |
| -------------------- | ----------- | ------- | -------------- |
| Der Linzgau          | 27          | 51      | 1–30           |
| Der Hegau            | 44          | 91      | 31–75          |
| Der Klettgau         | 9           | 14      | 77–90          |
| Die Baar             | 52          | 96      | 91–142         |
| Der Albgau           | 16          | 36      | 143–168        |
| Der Breisgau         | 108         | 174     | 169–232        |
| Die Ortenau          | 34          | 75      | 233–258        |
| Der Ufgau            | 22          | 53      | 259–281        |
| Der Enzgau           | 4           | 12      | 283–294        |
| Der Kraichgau        | 15          | 33      | 295–312        |
| Der Lobdengau        | 22          | 45      | 313–336        |
| Der Elsenzgau        | 25          | 61      | 337–359        |
| Die Weingartau       | 18          | 49      | 361–384        |
| Der Taubergau        | 24          | 46      | 385–406        |
| TOTAL                | 420         | 836     |                |

Im 2. Halbjahr 1906 wurde das Werk angekündigt, wobei zunächst nur 12 bis 14 Lieferungen vorgesehen waren. 1907 wurden dann 8 Einzelhefte ausgeliefert und 1908 weitere 10 sowie das Buch, das alle 18 Einzelhefte in einem Band zusammenfasste.
Das Buch erschien im Verlag von Friedrich Gutsch junior in Karlsruhe im Format Lex. 8°. 1909 wurden dann die Kapitel zu den 14 Landschaften nochmals als Einzelbände herausgebracht. 2002 brachte der Freiburger Echo-Verlag einen Reprint in drei Bänden heraus.
Das Geleitwort zum Sammelband (S. V–VI) der 18 Einzellieferungen schrieb der badische Regierungsbaumeister Max Pahl, ein Neffe Schusters, da
Schuster vor der Veröffentlichung des Gesamtwerkes an Krebs verstarb.
Der Band enthält eine Alphabetische Gesamtübersicht über die Burgen und Schlösser Badens mit den 802 behandelten Ortsziffern (S. VII – XII). Dieser folgt die Alphabetische Übersicht über den im Text vorkommenden Adel (S. XIII – XVI).
Zusätzlich zu den 406 Textseiten enthält der Band nicht paginierte Seiten mit Abbildungen.
In den 14 Landschaften werden unter 803 Ordnungsziffern 836 Objekte (331 bewohnbare Schlösser, 128 Burgruinen, 342 abgegangene Burgen und 35 sonstige Objekte wie Ringwälle, Schanzen und Befestigungen) erfasst und beschrieben.
Illustriert ist das Werk mit 420 Abbildungen, Grundrissen und Wappen auf 320 Seiten, die von Schuster selbst gezeichnet sind.
Mit 16 Seiten Titelei, Geleitwort und Übersichten, 406 Textseiten und 320 Seiten mit Abbildung hat das Werk insgesamt einen Umfang von 742 Seiten.

## Schriften
Folgende Publikationen können Eduard Schuster zugeordnet werden.
- Badische Wanderbilder
  - Das Murgthal von Rastatt bis Freudenstadt mit Albthal und Enzthal : Führer für den Besuch des Thalgebiets; mit einer Uebersichtskarte 1:100.000, 1901 (Badische Wanderbilder 1)
  - Das Kinzigthal und Schutterthal mit ihren Seitenthälern, Lahr, 1902, Gross & Schauenburg. (Badische Wanderbilder 2)
  - Die Eisenbahn von Freiburg nach Donaueschingen (Höllenthalbahn), 1901 (Badische Wanderbilder 3)
  - Die Elzthalbahn von Denzlingen über Waldkirch nach Elzach und die anliegenden Gebiete, 1901 (Badische Wanderbilder 4)
  - Das Wiesenthal von Basel bis zum Feldberg, Freiburg i./B. und Leipzig, 1902, F. P. Lorenz. (Badische Wanderbilder 5)[14]
- Rastatt, die ehemalige badische Residenz und Bundesfestung, Lahr O. Schauenburg & Co. 1902
- Das Wutachtal vom Feldberg bis zum Rhein : mit den Seitentälern und Höhenwegen, Bonndorf : Spachholz & Ehrath, 1903
- Die Burgen und Schlösser Badens, Karlsruhe : Hofbuchhandlung Friedrich Gutsch, 1908 BLB Karlsruhe